# Vega (ostrov)
Ostrov Vega je menší antarktický ostrov na severozápad od Ostrova Jamese Rosse. Nachází se u východního pobřeží severozápadního antarktického poloostrova a je tedy relativně blízko jihoamerickému kontinentu. Ohňová země leží asi 900 km severoseverozápadně od ostrova.

## Geografie
Ostrov Vega je asi 32,5 km dlouhý, 16,5 km široký a jeho plocha činí asi 253 km2. Na ostrově jsou dvě ledové čepice, z nichž vybíhá řada ledovců, některé sahají až k pobřeží. 66% plochy ostrova je zaledněno, mezi léty 1988-2009 se plocha ledovců zmenšila o 10 km2. Při severním pobřeží ostrova leží malý, asi 2 km dlouhý Devil Island, významné hnízdiště tučňáků kroužkových, chráněné společností BirdLife International.

## Paleontologie
Ostrov je také významný přítomností sedimentů svrchnokřídového stáří, ve kterých byly objeveny četné zkameněliny dinosaurů, plesiosarů, mosasaurů i pravěkých ptáků (Vegavis iaai se pokládá za nejstarší nepochybný doklad moderního ptáka). V období druhohor šlo o teplejší oblast, přesto i zde panovaly polární podmínky. Mezi nejvýznamnější nálezy patří zuby kachnozobého dinosaura, objevené v roce 1998.